# 宁云汉
宁云汉是一名民国时期的政治人物。宁云汉曾于1913年1月14日接替左钟岳出任福建省莆田县县知事一职，1914年9月1日由刘煦接任。